# Patagonia (Film)
Patagonia ist ein Fantasyfilm von Simone Bozzelli. Die Premiere des Films erfolgte Anfang August 2023 beim Locarno Film Festival. Mitte September 2023 kam er in die italienischen Kinos. Der Kinostart des Films in Deutschland erfolgte im August 2024.

## Handlung
Der 20-jährige Yuri lebt wohlbehütet bei einer älteren Tante in einem kleinen Dorf in den Abruzzen. In seiner Welt gibt es so gut wie keine Männer. Im Herzen und im Kopf ist der etwas zurückgebliebene Yuri noch ein Kind. Eines Tages kommt der Clown Agostino in ihr Dorf, dessen freies Leben Yuri zu träumen beginnen lässt. Der ist etwa zehn Jahre alter als Yuri, fährt mit seinem Wohnwagen durchs Land und verdient sich auf Kindergeburtstagen das wenige Geld, das er zum Leben braucht.
Yuri verlässt zum ersten Mal sein zu Hause und seine Tante und führt fortan ein Nomadenleben mit dem pansexuellen Agostino, den er einfach Ago nennt. Gemeinsam malen sie sich ein Leben in Patagonien aus. Nach einiger Zeit lassen sich die beiden mitten in Italien bei einem Camp von Freigeistern, Späthippies, Ravern und Junkies nieder. Ago passt perfekt in diese Welt, doch Yuri fühlt sich hier erst einmal völlig fremd.

## Produktion

### Regie, Drehbuch und Filmtitel

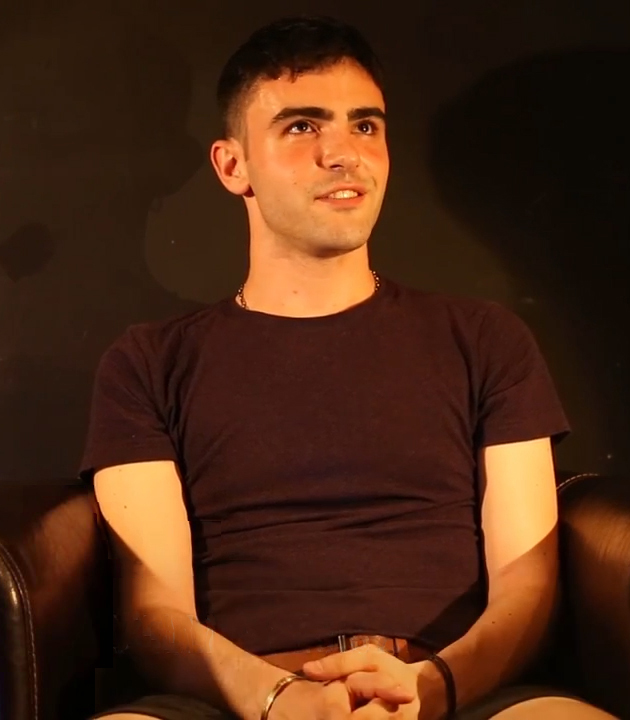
Regisseur Simone Bozzelli

Regie führte Simone Bozzelli, der gemeinsam mit Tommaso Favagrossa auch das Drehbuch schrieb. Es handelt sich bei Patagonia um Bozzellis ersten eigenen Spielfilm, bei dem er Regie führte. Zuvor war er in dieser Funktion bei Furious Desires für ein Segment tätig, während bei den anderen Segmenten Rodrigo Alvarez Flores, Fábio Leal, Ricky Mastro und Denisse Quintero Regie führten. Zu Bozzellis früheren Arbeiten gehören insbesondere Musikvideos, wie zu I Wanna Be Your Slave von Måneskin, aber auch eine Reihe von Kurzfilmen, unter anderem Playtime und Amateur.
Die im Film erzählte Geschichte entstand auf Grundlage persönlicher Erfahrungen des Regisseurs. Der Titel leitet sich von einem Lied ab, das für Bozzelli während einer seiner Beziehungen wichtig war. Im Film ist es das Lied, das Agostinos Vater immer sang. Zudem hatte Bozzelli nichts über Patagonien gewusst, außer dass es auch Feuerland genannt wird. Ihm gefiel nach eigenen Aussagen die Idee, diesen Ort zu referenzieren, den eigentlich niemand kennt, der aber dennoch idealisiert werde, obwohl es sich eigentlich eher um eine Art Käfig handele.

### Besetzung und Dreharbeiten
Für Andrea Fuorto, der den 20-jährigen Yuri spielt, handelt es sich nach größeren Nebenrollen in L'Arminuta und La prima regola um die dritte Rolle in einem Film und seine erste Hauptrolle. Für Augusto Mario Russi, der Agostino spielt, handelt es sich um sein Filmdebüt, ebenso für Alexander Benigni, der in der Rolle von Morgan zu sehen ist.
Als Kameramann fungierte Leonardo Mirabilia, der Patagonia auf 16-mm-Film drehte. Zu Mirabilias früheren Arbeiten gehören neben einer Reihe von Musikvideos der Dokumentarfilm Sbagliata Ascendente Leone und die Actionkomödie Zwei wie Pech und Schwefel von 2022. Die Aufnahmen für Patagonia entstanden in den Abruzzen.

### Veröffentlichung
Die Premiere von Patagonia fand am 7. August 2023 beim Locarno Film Festival statt, wo der Film für den Goldenen Leoparden nominiert war. Am 14. September 2023 kam der Film in die italienischen Kinos. Der Kinostart in Deutschland war am 22. August 2024. Ebenfalls im August 2024 wird er bei der vom Filmverleih Salzgeber organisierten monatlichen Filmreihe Queerfilmnacht gezeigt.

## Rezeption

### Kritiken
Cédric Succivalli schreibt in seiner Kritik, diese zeitgenössische queere Neuinterpretation von Bonnie und Clyde fühle sich wie eine Art Exorzismus an, aber die eigentliche Schönheit des Films liege in seiner kompromisslosen Ehrlichkeit und Aufrichtigkeit, dem völligen Fehlen von Voyeurismus und in Simone Bozzellis unerschütterlichem Glauben und der Liebe zu seinen Charakteren und seinen jungen und außergewöhnlichen Schauspielern. Zu sagen, dass Patagonia seinen jungen Protagonisten viel zu verdanken hat, wäre eine Untertreibung, so Succivalli weiter. Sowohl Andrea Fuorto in der Rolle von Yuri als auch Augusto Mario Russi in der Rolle von Agostino würden absolute Meisterleistungen und Darbietungen für die Ewigkeit liefern. Durch sie würden die Wut der Jugend, die erotischen und sexuellen Spannungen und der Hunger nach neuen Horizonten auf natürliche, fast organische Weise aus ihren oft verschwitzten Körpern strömen.

### Auszeichnungen
Locarno Film Festival 2023
- Nominierung für den Goldenen Leoparden (Simone Bozzelli)
- Auszeichnung mit dem Preis der Ökumenischen Jury (Simone Bozzelli)[2][8]

Nastro d’Argento 2024
- Nominierung für die Beste Originalgeschichte (Tommaso Favagrossa und Simone Bozzelli)[9]